# Patterdale
Patterdale är en by och en civil parish i Cumbria i England. Orten har 460 invånare (2001).